# Куличенко, Александр Николаевич
Александр Николаевич Куличенко (род. 23 сентября 1955, Астрахань) — российский микробиолог, академик РАН (2022). Директор Ставропольского научно-исследовательского противочумного института.

## Биография
Родился 23 сентября 1955 года.
В 1978 году с отличием окончил Саратовский государственный медицинский институт.
Работал в РосНИПЧИ «Микроб», где прошёл путь от аспиранта до заместителя директора по научной и экспериментальной работе, заведующий лабораторией диагностики инфекционных болезней (до 2005 года).
В 2016 году избран членом-корреспондентом РАН.
В 2022 году избран академиком РАН.

## Научная деятельность
Специалист в области медицинской микробиологии, эпидемиологии, лабораторной диагностики опасных инфекционных болезней и медицинской микробиологии.
Автор 536 научных работ, из них 8 монографий и 30 авторских свидетельств и/или патентов.
- Сибирская язва на Северном Кавказе. Майкоп: Качество, 2016.
- Бруцеллёз. Современное состояние проблемы. Ставрополь: Губерния, 2019.

Ведёт преподавательскую деятельность на кафедре микробиологии Ставропольского государственного медицинского университета.
Под его руководством и консультировании защищены 3 докторские и 15 кандидатских диссертаций.

## Награды
- Орден Пирогова (2021) — за большой вклад в организацию работы по предупреждению и предотвращению распространения коронавирусной инфекции (COVID-19)[2]
- Медаль ордена «За заслуги перед Отечеством» II степени (2010)[3]
- Орден Дружбы (2020, Южная Осетия)[4]
- Государственная премия Российской Федерации (в составе группы, за 2002 год) — за разработку и внедрение в медицинскую практику новых средств специфической профилактики, диагностики и лечения сибирской язвы
- Медали Ставропольского края «За доблестный труд» II и III степени
- Нагрудный знак «Почётный работник Роспотребнадзора»
- Нагрудный знак «Отличник санэпидслужбы России»